# Тимофеева, Нина Владимировна
Ни́на Влади́мировна Тимофе́ева (11 июня 1935, Ленинград — 3 ноября 2014, Иерусалим) — советская артистка балета, педагог. Народная артистка СССР (1969).

## Биография
Родилась 11 июня 1935 года в Ленинграде. В 1953 году окончила Ленинградское хореографическое училище имени А. Я. Вагановой (ныне Академия русского балета им. А. Я. Вагановой) по классу Н. А. Камковой. За год до выпуска дебютировала на сцене Ленинградского театра оперы и балета имени им. С. М. Кирова (ныне Мариинский театр) в партии Маши в балете «Щелкунчик» П. И. Чайковского.
C 1953 по 1956 год работала в труппе Ленинградского театра оперы и балета им. С. М. Кирова, где сначала исполняла небольшие сольные партии, а затем — Мирту в балете «Жизель» А. Адана и главную партию Одетты-Одиллии в балете «Лебединое озеро» П. И. Чайковского, после чего была приглашена в Большой театр, где дебютировала в балете П. И. Чайковского «Лебединое озеро», исполнив партию Одетты-Одиллии. Педагогом балерины в театре сначала была Г. С. Уланова, затем Нина перешла к М. Т. Семёновой. Гастролировала в Финляндии (1958), на Кубе (1960), в ГДР (1965).
В 1980 году окончила педагогическое отделение ГИТИСа по курсу М. Т. Семёновой. В 1988 году закончила свою сценическую карьеру, в 1989—1991 годах работала в театре педагогом-репетитором.
Была депутатом Верховного Совета СССР 7-го созыва (1966—1970).
В 1991 году вместе с дочерью Надеждой покинула СССР и переехала на постоянное жительство в Иерусалим (Израиль), где занималась педагогической и балетмейстерской деятельностью.
Нина Тимофеева скончалась на 80-м году жизни 3 ноября 2014 года в Иерусалиме. В тот же день была похоронена на кладбище района Гиват Шауль Иерусалима.

### Семья
- Мать — Фрида Фёдоровна Салиман-Владимирова (1904—1994), музыкальный педагог, концертмейстер[5][6].
- Дядя — Давид Фёдорович Салиман-Владимиров (1903—1992), композитор, заслуженный артист РСФСР (1972).
- Дочь — Надежда, балерина (её отец — кинооператор Георгий Рерберг)[7].
- Муж — Кирилл Владимирович Молчанов, композитор.

## Награды и звания
- 1953 — I премия Всемирного фестиваля молодёжи и студентов в Бухаресте
- 1955 — I премия Всемирного фестиваля молодёжи и студентов в Варшаве
- 1957 — I премия Всемирного фестиваля молодёжи и студентов в Москве
- 1959 — заслуженная артистка РСФСР
- 1963 — народная артистка РСФСР
- 1969 — народная артистка СССР
- 1971 — орден Трудового Красного Знамени
- 1976 — орден Трудового Красного Знамени
- медаль.

## Репертуар
Ленинградский театр оперы и балета им. С. Кирова
- «Щелкунчик» П. И. Чайковского — Маша
- «Спящая красавица» П. И. Чайковского, хореография М. И. Петипа, редакция К. М. Сергеева — Фея Смелости, Фея Золота и Фея Серебра
- «Дон Кихот» Л. Ф. Минкуса, хореография А. А. Горского — Вариация в Гран па
- «Лебединое озеро» П. И. Чайковского, хореография М. И. Петипа и Л. И. Иванова, редакция К. М. Сергеева — Одетта-Одиллия
- «Жизель» А. Адана, хореография Ж. Коралли, Ж. Перро и М. И. Петипа — Мирта

Большой театр
- 1956 — «Лебединое озеро» П. И. Чайковского, редакция А. М. Мессерера и А. И. Радунского — Одетта-Одиллия — первая исполнительница
- 1957 — «Жизель» А. Адана, редакция Л. М. Лавровского — Мирта
- 1957 — «Лауренсия» А. А. Крейна, балетмейстер В. М. Чабукиани — Лауренсия
- 1957 — «Гаянэ» А. И. Хачатуряна, балетмейстер В. И. Вайнонен Мариам
- 1958 — «Спартак» А. И. Хачатуряна, балетмейстер И. А. Моисеев — Фригия
- 1958 — «Дон Кихот» Л. Минкуса, хореография А. А. Горского — Уличная танцовщица
- 1959 — «Шопениана» на музыку Ф. Шопена, хореография М. М. Фокина — Седьмой вальс и Прелюд
- 1959 — «Каменный цветок» С. С. Прокофьева, балетмейстер Ю. Н. Григорович — Хозяйка Медной горы
- 1959 — «Дон Кихот» Л. Минкуса, хореография А. А. Горского — Китри
- 1960 — «Пламя Парижа» Б. В. Асафьева, хореография В. И. Вайнонена — Диана Мирель
- 1960 — «Вальпургиева ночь» в опере «Фауст» Ш. Гуно, хореография Л. М. Лавровского — Вакханка
- 1961 — «Ночной город» на музыку Б. Бартока, балетмейстер Л. М. Лавровский — Девушка — первая исполнительница
- 1963 — «Класс-концерт» на музыку А. К. Глазунова, А. К. Лядова, А. Г. Рубинштейна, Д. Д. Шостаковича, балетмейстер А. М. Мессерер — Солистка — первая исполнительница
- 1963 — «Раймонда» А. К. Глазунова, редакция Л. М. Лавровского — Раймонда
- 1964 — «Спящая красавица» П. И. Чайковского, редакция А. М. Мессерера и М. М. Габовича — Принцесса Аврора
- 1965 — «Легенда о любви» А. Д. Меликова, балетмейстер Ю. Н. Григорович — Мехмене Бану
- 1965 — «Жизель» А. Адана, редакция Л. М. Лавровского — Жизель
- 1965 — «Лейли и Меджнун» С. А. Баласаняна, балетмейстер К. Я. Голейзовский — Лейли
- 1967 — «Асель» В. А. Власова, балетмейстер О. М. Виноградов — Асель — первая исполнительница
- 1968 — «Спартак» А. И. Хачатуряна, балетмейстер Ю. Н. Григорович — Эгина — первая исполнительница
- 1968 — опера «Хованщина» М. П. Мусоргского, хореография Е. И. Долинской — Персидка
- 1970 — «Лебединое озеро» П. И. Чайковского, редакция Ю. Н. Григоровича — Одетта-Одиллия
- 1976 — «Любовью за любовь» Т. Н. Хренникова, балетмейстер В. М. Боккадоро — Беатриче — первая исполнительница
- 1977 — картина «Тени» из балета «Баядерка» Л. Минкуса, хореография М. И. Петипа — Никия — первая исполнительница
- 1977 — «Спящая красавица» П. Чайковского, редакция Ю. Н. Григоровича — Фея Сирени
- 1978 — «Эти чарующие звуки…» балет на музыку А. Корелли, Дж. Торелли, В.-А. Моцарта, Ж.-Ф. Рамо, балетмейстер В. В. Васильев — II часть Andante Симфонии № 40 соль минор В. А. Моцарта — первая исполнительница
- 1980 — «Макбет» К. В. Молчанова, балетмейстер В. В. Васильев — Леди Макбет — первая исполнительница
- 1981 — «Индийская поэма» У. Р. Мусаева, балетмейстеры Ю. Г. Скотт и Ю. В. Папко — Бахор — первая исполнительница
- 1981 — «Калина красная» на музыку Е. Ф. Светланова, балетмейстер А. Б. Петров — Любаша
- 1986 — картина «Польский бал» в опере «Иван Сусанин» М. И. Глинки, хореография Р. В. Захарова — Вальс

Новосибирский театр оперы и балета
- «Ромео и Джульетта» С. С. Прокофьева, балетмейстер О. М. Виноградов — Джульетта — первая исполнительница

## Фильмография
- 1964 — Секрет успеха (фильм-балет)
- 1972 — Белые ночи (фильм-балет) — Настенька
- 1972 — Федра (фильм-балет) — Федра
- 1972 — Московская фантазия (фильм-балет) — Балерина
- 1973 — Как сердцу высказать себя? (фильм-концерт)
- 1973 — Раймонда (экранизация балета) — Раймонда
- 1974 — Шопениана (экранизация балета)
- 1976 — Классические дуэты (фильм-концерт)
- 1977 — Спартак (экранизация балета) — Эгина
- 1978 — Солисты Большого балета (телефильм-концерт)
- 1980 — Адажио (фильм-балет)
- 1980 — Большой балет" (фильм-концерт)
- 1981 — Импровизации (фильм-балет) — Солистка
- 1981 — Этот чудесный мир (фильм-балет) — Возлюбленная и Пастушка
- 1982 — Ещё немного о балете (документальный фильм)
- 1983 — Три карты (фильм-балет) — Графиня и Дама пик
- 1984 — Аллегро (фильм-балет)
- 1985 — Я хочу танцевать" (фильм-балет)
- 1985 — Фрагменты одной биографии" (фильм-балет)
- 1986 — Гран-па (телефильм) — Елизавета Тропинина
- 1987 — Балет от первого лица (документальный) — эпизод
- 1989 — Пять углов (телефильм) — эпизод

Поставила для телефильма-концерта «Солисты Большого балета» хореографические миниатюры: «Венецианское адажио» на музыку Т. Альбинони и «Классическое па де де» на музыку А. Адана; была балетмейстером телефильма «Гран па».

## Мемуары
- Тимофеева Н. Мир балета. История, творчество, воспоминания. — М.: Терра, 1993. — 368 с. — (Библиотека русской культуры). — 5000 экз. — ISBN 5-85255-274-7.